# Spielberger Platte
Die Spielberger Platte ist eine historische Region im südhessischen Main-Kinzig-Kreis.

## Geografie

### Lage
Die Spielberger Platte ist ein Bergplateau auf dem südlichen Vogelsberg, am östlichen Rand des Rhein-Main-Gebietes. Nahe am Brachtdurchbruch, zwischen Helfersdorf und Neuenschmidten, steigt die Platte, wie sie volkstümlich heißt, steil aus dem Brachttal heraus. Sie liegt zwischen 340 und 390 m ü. NHN. Die Landschaft ist offen und nur an den südöstlichen Hängen, zum Brachttal hin, durch Wälder eingefasst.

### Gliederung
In dem Gebiet liegen die Ortschaften: Streitberg (Brachttal) und das namengebende Spielberg (Brachttal), das sind zwei Ortsteile der Gemeinde Brachttal, sowie mit Wittgenborn, Waldensberg und Leisenwald, die drei Berggemeinden der Stadt Wächtersbach. 

## Klima
Die klimatischen Verhältnisse sind auf der Spielberger Platte spürbar rauer als im Kinzigtal und Brachttal (auf etwa 140 m ü. Normalhöhennull|NHN). Wegen seiner Höhenlage bietet diese Landschaft zu allen Jahreszeiten einen besonderen Weitblick.

## Verkehrsanbindung

### Buslinie
Mit der Buslinie - MKK-73A AST: Wächtersbach - Spielberger Platte ist die Region mit den Gemeinden in Kinzig- und Brachttal verbunden.

### Fahrradwege
Auf der Spielberger Platte begann 2025 der Bau einer „Radwegverbindung zwischen Wittgenborn - Spielberg - Streitberg - Leisenwald und Waldensberg“ sowie eine Anbindung an den Hessischen Radfernweg R3.

## Geschichte
Das Gebiet der Spielberger Platte mit seinen vier Ortschaften gehörte seit dem Mittelalter zum Herrschaftsgebiet der Grafen von Isenburg. Daher sind die Verbindungen zwischen den Dörfern traditionell politisch, aber ebenso aufgrund der geografischen Lage sehr eng. In der Frühen Neuzeit (1699) kam mit der Gründung des Dorfes Waldensberg, durch die aus dem Piemont vertriebenen Waldenser, ein fünfter Ort hinzu.
Ende März 1945, kurz vor Ende des Zweiten Weltkriegs, verschlug es einen versprengten Trupp der 6. SS-Gebirgs-Division „Nord“ unter SS-Gruppenführer Karl Brenner in die bereits von US-Truppen besetzten Ortschaften Leisenwald, Waldensberg und Wittgenborn. Der SS-Trupp griff die US-Truppen an; bei schweren Kämpfen starben über 400 US-Soldaten, etwa 140 Wehrmachtsoldaten und mehr als ein Dutzend Dorfbewohner. Es gab Zerstörungen im hauptsächlich betroffenen Waldensberg, im nahen Ort Leisenwald und in Wittgenborn.